# Budoni
Budoni település Olaszországban, Szardínia régióban, Olbia-Tempio megyében. Lakosainak száma 5438 fő (2023. január 1.). Budoni Posada, San Teodoro és Torpè községekkel határos.

## Népesség
A település népességének változása:
| Lakosok száma | 5133 | 5201 | 5438 |
|               | 2015 | 2018 | 2023 |